# Ilmastalu
Ilmastalu is een plaats in de Estlandse gemeente Kuusalu, provincie Harjumaa. De plaats heeft de status van dorp (Estisch: küla).

## Bevolking
Het dorp had 37 inwoners op 31 december 2011 en 30 inwoners op 31 december 2021.

## Ligging
Ilmastalu ligt ten oosten van de vlek Kuusalu. De Põhimaantee 1, de hoofdweg van Tallinn naar Narva, lloopt langs de noordgrens van het dorp. Het riviertje Loo loopt door Ilmastalu.